# Arthur Pétronio
Arthur Pétronio (* 12. April 1897 in Davos-Platz; † 19. April 1983) war ein schweizerisch-belgisch-französischer Violinist und Lautdichter.

## Leben
Arthur Pétronio wurde als Sohn von Leopoldo Fregoli in der Schweiz geboren. Er studierte in Liège und Amsterdam und lebte zwischen 1910 und 1924 in Belgien und den Niederlanden. Er studierte am Königlichen Konservatorium Brüssel bei Eugène Ysaÿe. Pétronio war Mitglied der Orchestre du Théâtre Royal de Liège.
Pétronio veröffentlichte in Belgien mehrere avantgardistische Zeitschriften für Dichtung, darunter Créer (1922–1923), durch die sich Kontakte zu E. L. T. Mesens, Franz Hellens, Le Corbusier, Jean Cocteau und Pablo Picasso ergaben. 1924 zog Pétronio nach Frankreich.
Er erfand 1919 das Konzept der „verbophonie“ und fand so einen Weg, Lautpoesie in Partituren zu integrieren. Pétronio arbeitete mehrfach zusammen mit Henri Chopin.